# El Príncep Feliç i altres contes
El Príncep Feliç i altres contes (The Happy Prince and Other Tales) és un conjunt de contes escrits l'any 1888 per Oscar Wilde. El més famós dels contes i el més remarcable dins el seu conjunt d'obres és El Príncep Feliç, el mateix nom que rep el llibre.
Els contes que hi ha són:
- El Príncep Feliç (The Happy Prince)
- El Rossinyol i la Rosa (The Nightingale and the Rose)[2]
- El Gegant Egoista (The Selfish Giant)[3]
- L'Amic Lleial (The Devoted Friend)[4]
- El Coet Famós (The Remarkable Rocket)[5]

La majoria de contes tenen com a tema la bellesa i l'amistat. Les històries s'emmarquen dins la literatura infantil.

## El Príncep Feliç
Una nit una petita oreneta volava sobre una ciutat on es trobava una bella estàtua. Els amics de l'oreneta ja havien partit cap a Egipte sis setmanes abans, però ell havia quedat enrere perquè s'havia enamorat d'un canyís molt bonic. Les altres orenetes li havien dit que aquell amor era ridícul, ja que el canyís no tenia diners i massa relacions, i sempre estava flirtejant amb el vent.
Mentre estava volant, va veure l'estàtua. Estava recoberta amb fines làmines d'or; els seus ulls eren dos safirs i un gran robí era al pom de la seva espasa. L'estàtua del príncep fou construïda després de la seva vida, quan ell no coneixia la tristor -vivia en un palau on tothom estava content i feliç sempre. La cort el coneixia com a Príncep Feliç, i quan morí els consellers del poble decidiren construir l'estàtua, prou alta perquè pogués contemplar tota la ciutat.
L'oreneta va decidir dormir sota l'estàtua, però quan s'anava a dormir, li va caure a sobre una gota d'aigua, succeïda per una altra. Quan va alçar la vista, va veure el Príncep Feliç que plorava per la misèria que hi havia a la seva ciutat. Per això va dir a l'oreneta per ésser el seu missatger. A través d'una petita finestra el Príncep Feliç va veure una costurera molt pobra, i també va poder veure el seu fill malalt. Com que no tenien res per menjar, va dir a l'oreneta que els dugués el robí de la seva espasa.
La nit següent el Príncep Feliç va veure un home en unes golfes molt fredes intentant finalitzar una obra de teatre, però tenia massa fred per escriure. Per això, el Príncep Feliç va dir a l'oreneta que li tragués un ull (un safir) i li dónes a aquell home, perquè així pogués comprar fusta. El pròxim dia, va veure una noia que li havien caigut els llumins a l'aigua, i el seu pare li pegaria molt si no tornava amb uns quants diners. Va convèncer a l'oreneta perquè li portés l'altre safir, tornant-se així cec.
Degut a la seva ceguera, l'oreneta li havia de narrar a qui més veia miserable. Ell va veure dos nens plorant de fam, per tant el Príncep Feliç va decidir portar-los totes les làmines d'or amb les quals estava recobert. Al final, l'oreneta confirma que morirà a causa del fred hivernal, i decideix quedar-se amb el Príncep Feliç. Ell li diu de besar-lo als llavis, perquè l'estima molt, i després d'això l'oreneta cau morta. Just en aquell moment, a l'interior de l'estàtua s'hi sent un soroll metàl·lic: el cor de plom que s'havia trencat.
El matí següent, l'alcalde va veure l'estàtua, però com que no és bonica, decideix que ja no és d'utilitat, per tant decideix fondre-la. L'estàtua es va fondre per tornar-ne a utilitzar el plom. Això no obstant, el cor de plom és incapaç de fondre's, i es llença a les escombraries juntament amb l'oreneta.
Després, Déu diu a un dels seus àngels que li porti "les dues coses més preuades de la ciutat", i aquest torna amb l'ocell mort i el cor de l'estàtua. Déu va estar-hi d'acord, i va dir que els dos viurien feliços en el seu jardí per sempre.